# Stéphane Diarra
Stéphane Diarra (Abiyán, 9 de diciembre de 1998) es un futbolista marfileño que juega de centrocampista en el F. C. Alverca de la Primeira Liga.

## Trayectoria
Debutó con el Thonon Évian Grand Genève F. C. durante la temporada 2015-16 de la Ligue 2, y posteriormente se incorporó al Stade Rennais F. C. en julio de 2016. Pasó la temporada 2018-19 cedido en el Mans F. C., les ayudó a conseguir el ascenso a la Ligue 2 a través de los play-offs, y se unió a ellos con un contrato de tres años en junio de 2019.
En verano de 2020 se trasladó al F. C. Lorient, recién ascendido a la Ligue 1, con un contrato de cinco años. La tarifa de traspaso pagada al Mans fue reportada como 3 millones de euros.

## Estadísticas

### Clubes
Actualizado al último partido disputado el 19 de diciembre de 2023.
| Club                                    | Div.          | Temporada     | Liga  | Liga  | Copas nacionales | Copas nacionales | Copas internacionales | Copas internacionales | Total | Total |
| Club                                    | Div.          | Temporada     | Part. | Goles | Part.            | Goles            | Part.                 | Goles                 | Part. | Goles |
| --------------------------------------- | ------------- | ------------- | ----- | ----- | ---------------- | ---------------- | --------------------- | --------------------- | ----- | ----- |
| Thonon Évian Grand Genève F. C. Francia | 2.ª           | 2015-16       | 6     | 0     | 0                | 0                | —                     | —                     | 6     | 0     |
| Thonon Évian Grand Genève F. C. Francia | Total club    | Total club    | 6     | 0     | 0                | 0                | 0                     | 0                     | 6     | 0     |
| Stade Rennes F. C. II Francia           | 4.ª           | 2016-17       | 11    | 0     | —                | —                | —                     | —                     | 11    | 0     |
| Stade Rennes F. C. II Francia           | 4.ª           | 2017-18       | 16    | 0     | —                | —                | —                     | —                     | 16    | 0     |
| Stade Rennes F. C. II Francia           | Total club    | Total club    | 27    | 0     | 0                | 0                | 0                     | 0                     | 27    | 0     |
| Mans F. C. Francia                      | 3.ª           | 2018-19       | 33    | 3     | 1                | 1                | —                     | —                     | 34    | 4     |
| Mans F. C. Francia                      | 2.ª           | 2019-20       | 23    | 3     | 5                | 1                | —                     | —                     | 28    | 4     |
| Mans F. C. Francia                      | Total club    | Total club    | 56    | 6     | 6                | 2                | 0                     | 0                     | 62    | 8     |
| F. C. Lorient Francia                   | 1.ª           | 2020-21       | 13    | 0     | 1                | 0                | —                     | —                     | 14    | 0     |
| F. C. Lorient Francia                   | 1.ª           | 2021-22       | 15    | 0     | 1                | 0                | —                     | —                     | 16    | 0     |
| F. C. Lorient Francia                   | 1.ª           | 2022-23       | 28    | 2     | 2                | 1                | —                     | —                     | 30    | 3     |
| A. S. Saint-Étienne Francia             | 2.ª           | 2023-24       | 11    | 0     | 1                | 0                | —                     | —                     | 12    | 0     |
| A. S. Saint-Étienne Francia             | Total club    | Total club    | 11    | 0     | 1                | 0                | 0                     | 0                     | 12    | 0     |
| F. C. Lorient Francia                   | 2.ª           | 2024-25       | 0     | 0     | —                | —                | —                     | —                     | 0     | 0     |
| F. C. Lorient Francia                   | Total club    | Total club    | 56    | 2     | 4                | 1                | 0                     | 0                     | 61    | 3     |
| Total carrera                           | Total carrera | Total carrera | 156   | 8     | 11               | 3                | 0                     | 0                     | 167   | 11    |